# Pornified
Pornificado: Como a pornografia está transformando nossas vidas, nossos relacionamentos e nossas famílias (alternativamente intitulado Pornificado: Como a pornografia está prejudicando nossas vidas, nossos relacionamentos e nossas famílias) é um livro de 2005 da escritora americana Pamela Paul, discutindo o impacto do acesso fácil à pornografia nos americanos. 
O livro foi selecionado como um dos melhores livros de 2005 pelo The San Francisco Chronicle e foi uma escolha do editor de resenhas de livros do New York Times. Conservadores sociais como Albert Mohler, presidente do Seminário Teológico Batista do Sul, endossaram o livro com entusiasmo, embora ele previsse que ele poderia "encontrar uma recepção fria em uma sociedade cada vez mais dedicada à excitação, perversão e lucros oferecidos pela pornografia." 

O Washington Post Book World caracterizou o livro como "Um argumento persuasivo de que a pornografia de hoje não é a página central da Playboy nem a Garganta Profunda do passado... o remédio de Pamela Paul traça um meio termo sensato entre restrições e liberdade de expressão". A colunista de sexo Amy Sohn, por outro lado, se importava menos com o livro e argumentou na New York Times Book Review que "Paul nunca dá crédito a muitas mulheres que gostam de consumir pornografia, sozinhas ou com parceiros".